# 郑州文庙
34°44′59.32″N 113°40′56.06″E / 34.7498111°N 113.6822389°E
郑州文庙位于河南省郑州市管城回族区东大街路北，始建于东汉，是中国现存第二古老的孔庙，仅次于山东曲阜孔庙。

## 历史
郑州文庙始建于东汉明帝永平年间（58-75年）。千百年来，郑州文庙几经兴毁。元初时，文庙尚占地37亩，后被大火烧毁。元顺帝至正六年（1346年），文庙得到重建。明、清两代，又经多次重修。据清乾隆时期的《郑州志》载，文庙共五进院落，棂星门内并排三院，正南有彩陶照壁，东西有过街牌坊各一座．中轴线建筑依次为棂星门、泮池、戟门、大成殿、明伦堂、敬一亭、尊经阁等。尊经阁东侧有书斋房、启圣祠，西有斋房、土地祠和射圃亭，两侧为庑房。东院有学正宅、名宦祠，西院有儒学、多贤祠等。清光绪二十二年（1896年）五月，文庙又遭大火，几乎“毁坏殆尽”。后来“灾事上闻，部议重修，按亩捐款，土木大兴，岁两度始克告成”，但是整体规模已无法恢复。
中华民国初年及抗日战争时期, 文庙内数次驻军，建筑复遭破坏。中华人民共和国成立后，郑州文庙所属土地及房屋被划归郑州电力学校所有。1955年，学校对大成殿进行了局部维修。1963年6月，大成殿作为清代古建筑被河南省人民政府公布为河南省文物保护单位。文化大革命期间，遗存的棂星门、泮池被毁。仅有大成殿和戟门幸存。2004-2006年，郑州市政府拨款3000万元，对文庙进行重修，重建殿宇庙亭18座80余间，并在大成殿前悬挂起一座重达2557斤的大成钟，寓意孔子2557年诞辰。

## 大成殿
郑州文庙大成殿面阔七间，进深四间，为单檐歇山式建筑，绿色琉璃瓦覆顶，脊饰用黄、绿、黑三色琉璃。正脊两端正吻高1.8米有余，脊高50厘米。阳面浮雕二龙成珠图案，背面为凤穿牡丹图案。正脊中心竖立双层楼阁，上塑麒麟、大象、骑士和猛兽。两山为琉璃博风悬鱼，东山博风正中雕着玉皇大帝，两侧为八仙持宝器飘然渡海图，西山博风板正中雕如来说法像，两侧为三国戏曲人物，悬鱼是琉璃烧制的三朵开放的牡丹花。大成殿内部梁架的各间接点，都是各种式样的牡丹花卉。下金檩的花鼓雕有青山野鹿、仙树太宝、原野大象、牧童斗牛、天马行空、鼎前剑舞、奔马相斗、凤鸟栖树、猛虎下山、蛟龙腾空等图案。老檐檩置垂莲柱，衔接在内拽斗拱的上昂上。